# 吉田三郎右衛門

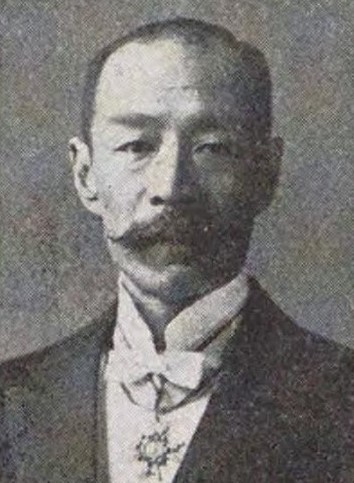
吉田三郎右衛門

6代吉田 三郎右衛門（よしだ さぶろううえもん、1864年8月2日（元治元年7月1日）- 1918年（大正7年）5月27日）は、日本の漁業家、実業家、政治家。衆議院議員。初名・岩太郎。

## 経歴
蝦夷地松前（現・松前町）で海産物商、5代・吉田三郎右衛門の長男として生まれる。1884年に父の死去に伴い家督を相続し三郎右衛門を襲名し、鰊漁業、海運業を営む。松前郡商工事務通信員、福山市街各町連合総代人、松前郡総代人、福山町会議員、北海道会議員、所得税調査委員、松前銀行頭取、東洋火災保険取締役などを務めた。
また、日清戦争、日露戦争において多額の軍資金を献金し、その他、公共事業等にも多額の金品等の寄付を行った。
1917年4月、第13回衆議院議員総選挙で北海道庁函館外三支庁管内から出馬して当選したが、衆議院議員在任中に病のため死去した。

## 栄典
- 1893年（明治26年）6月17日 - 日本赤十字社有功章[4]